# 格拉維納群島
格拉維納群島是美國阿拉斯加州的群島，位於阿拉斯加東南部太平洋海域，屬於亞歷山大群島的一部分，主要島嶼有格拉維納島和安妮特島。
55°10′N 131°35′W / 55.167°N 131.583°W